# El venado herido
El venado herido (The Wounded Deer) es una pintura al óleo de la artista mexicana Frida Kahlo. También se conoce como El venadito. Mediante El venado herido, Kahlo comparte con su público el dolor físico y sufrimiento emocional por el que pasaba, como también lo hacia a través de su obra maestra creativa. Este cuadro en particular fue pintado cuando a Kahlo le quedaban poco más de ocho años de vida y su salud había sufrido un nuevo revés. Kahlo combina símbolos de la América precolombina, símbolos cristianos y símbolos budistas para expresar el gran espectro de sus influencias y creencias. 
A los dieciocho años, Kahlo sufrió un accidente de autobús que le resultó en varias lesiones graves en varias partes del cuerpo. Su columna vertebral, costillas, pelvis, pierna derecha y abdomen sufrieron el peor daño. Le quedarían secuelas de ese accidente por el resto de su vida. Kahlo pintó este autorretrato después de someterse a una operación de columna vertebral que la dejó postrada en cama durante un año. Durante el proceso de recuperación, usaba un corsé de metal, el cual se puede apreciar en alguno de sus últimos autorretratos. Poco más tarde le amputaron la pierna derecha hasta la rodilla como resultado de una infección que se convirtió en gangrena.
La gran variedad de influencias culturales que se aprecian en sus cuadros reflejan el origen de la pintora. Su padre era alemán y su madre mexicana por lo que estaba al tanto de las ideas y tradiciones europeas, como también de las mexicanas, durante su niñez. También se conoce que el interés de Kahlo por las religiones orientales creció durante sus últimos años de vida.
En 1940, Kahlo contrajo matrimonio con el pintor mexicano Diego de Rivera por segunda vez. El segundo matrimonio vio los mismos problemas que el primero ya que estuvo lleno de celos, amoríos y peleas. Alrededor de la misma época en la que pintó El venado herido, Kahlo dibujó un venadito en su diario, el cual se cree fue inspirado por el venado que tenía como mascota, Granizo. Kahlo le obsequió este cuadro a sus amigos cercanos, Arcady y Lina Boytler, como regalo de bodas.

## Descripción
En El venado herido, Kahlo se retrata a sí misma como un híbrido, mitad animal y mitad humana. Su cuerpo es el de un venado y los cuernos de este animal salen de su propia cabeza humana. El venado está de pie y sus patas se muestran extendidas. La pata derecha delantera del animal se encuentra colgando en el aire como si estuviera herida o como si se estuviera moviendo. El venado tiene nueve flechas clavadas en diferentes partes del cuerpo y heridas de las que brota sangre. El venado se encuentra en un bosque y tiene nueve árboles a su derecha y una rama que se ha desprendido yace a sus patas. En el plano pictórico solo se pueden apreciar los troncos de los árboles, el follaje de por encima no es visible. Una de las ramas de los árboles que están ubicados a la derecha ha sido cortada. Es probable que rama que se encuentra en el suelo al frente del venado represente la pierna que le amputaron a la artista. La rama sobresale y capta la atención del espectador ya que la artista pintó esa parte del cuadro con más detalle. La cara de la artista está de frente y su mirada es estoica, no muestra ningún signo que indique que está sufriendo. Su cabeza y cuello están erguidos y alerta. Los orejas del ciervo salen por encima de las orejas humanas de Frida. En el fondo de la escena se puede observar un río y a pesar de que los rayos del sol iluminan la escena, también se puede observar un relámpago que sale de una nube. La palabra carma (karma) está escrita en la parte izquierda inferior del cuadro junto con la firma de Kahlo y la fecha de su creación. Kahlo utilizó mayormente los colores verde, marrón, tonos grisáceos y un poco de azul y rojo para retratar el El venado herido. Las dimensiones del cuadro son modestas, mide solo unos 22,4 x 30 centímetros.

## Análisis
Mediante este cuadro, Kahlo comparte con su audiencia el dolor del que sufrió durante casi toda su vida. El dolor que representa en este cuadro no es solamente físico sino también el tormento emocional que le ocasionó su relación con Diego de Rivera. Al comparar los cuadros de Kahlo con los grandes murales que pintaban otros artistas mexicanos, como el mismo Rivera, David Alfaro Siqueiros y José Clemente Orozco, se observa que los cuadros de Frida eran bastante diferentes en tamaño. Algunos críticos interpretan el tamaño de sus cuadros como un signo de aislamiento,  lo que le resta importancia o minimiza las circunstancias tan dolorosas en las que se encontraba.
Colocar una rama rota en una tumba es una tradición mexicana y el hecho de que haya una en el cuadro se ha interpretado como un reconocimiento al deterioro de la salud de la artista. A pesar de las heridas en el cuerpo del venado, Kahlo no pinta una cara llena de angustia, sino que hace lo contrario, pinta una cara que solo muestra fortaleza.
Algunos investigadores han señalado que los cuernos en la cabeza de Kahlo son los de un venado macho. Kahlo se representa como mitad hombre y mitad mujer, así como también se representa con rasgos humanos al igual que con rasgos animales. Su adopción de esta forma híbrida se explica si se toma en cuenta la influencia que las ideas y tradiciones de la América precolombina tuvieron en toda su obra, estos tenían como creencia que el pie derecho se tenía que representar con un venado. En este sistema de creencias, los días se representaban con un símbolo y un número que preferentemente se elegía en torno al número total de las ramas de un árbol. Kahlo adoptó un venado como un símbolo personal debido a su conexión con la pierna derecha. Kahlo nació el día nueve en el calendario Azteca. Estos dos símbolos juntos no traían buenos augurios ya que el nueve era el símbolo de la tierra, pero también del inframundo ya que este estaba constituido por nueve niveles. El número nueve es visible en dos partes diferentes de El venado herido: en primer lugar, hay nueve árboles en el lado izquierdo del cuadro y, en segundo lugar, son nueve las flechas que sobresalen del cuerpo del venado. Otro nueve que queda plasmado y puede verse en el cuadro son las puntas de los cuernos, al sumarse todas el número total es nueve.

## Interpretación
Algunos historiadores del arte piensan que la decisión de Kahlo de representarse con características masculinas y femeninas es una alusión a su sexualidad. Esta punto de vista reconoce su bisexualidad. Otras interpretaciones de la figura del venado relacionan los elementos masculinos y femeninos, también llamados hermafroditas, con las creencias Aztecas precolombinas ya que en esta cultura se cree que hay una relación entre animales y las partes del cuerpo humano. El significado de la palabra “carma”, que está pintado en la esquina izquierda de la parte baja del cuadro, es controvertido.  Kahlo creía que su vida estaba escrita en el destino y que por lo tanto no podía hacer nada para prevenir ninguna de las dificultades a las que se enfrentaba. Por consiguiente, estaba segura de que las desgracias que sufrió estaban causadas por acciones cometidas en vidas pasadas. 
La obra de Kahlo también incorpora influencias del cristianismo a través de referencias a la historia de San Sebastián, un mártir al que ataron a un árbol y le dispararon flechas.
Los símbolos precolombinos, budistas, y cristianos se combinan para reflejar la realidad multicultural de Frida, una realidad que representa también un espectro de posibilidades de género y que no es binaria. Se representa con estas características yuxtapuestas para poder explorar el concepto del ego. A través de estos cambios, la identidad es vista como algo dinámico y complejo y no como algo fijo e invariable.

## Historia e inspiración
La inspiración detrás de esta pintura no es más que la decepción que Kahlo sufrió después de una operación en la columna vertebral que se suponía que la ayudaría a caminar mejor y que aliviaría su sufrimiento. No obstante, la operación no dio el resultado esperado y Kahlo siguió sufriendo de dolores de espalda y por consiguiente una profunda depresión. La pintura usa el surrealismo para reflejar el sufrimiento por el que la artista estaba pasando, en ella queda reflejado todo el sufrimiento al que estuvo sometida gran parte de su vida. También es remarcable mencionar el hecho de que Frida se representó como un venado porque tenía como mascota a este animal. Utilizó a su mascota, “Granizo”, como modelo cuando estaba pintando este autorretrato.

## Estilo
Sus obras, que son principalmente autorretratos de estilo muy personal, se caracterizan por la síntesis de elementos expresionistas y surrealistas y son una muestra casi autobiográfica. Kahlo se caracteriza por mezclar ingenuidad con metáfora y un estilo inspirado en el arte popular de los países con los que tenía algún vínculo. De esta manera es como se convirtió en la artista mexicana más reconocida internacionalmente, no solo por sus obras sino también por su imagen personal.
Aunque Kahlo se negaba a que la etiquetaran como una artista de la corriente surrealista, su obra se caracteriza por la creatividad y el carácter onírico y poco convencional de sus cuadros que a menudo se relaciona con la corriente surrealista.